# Petar Michow
Petar Michow (bulgarisch Петър Михов; * 25. Januar 1992) ist ein bulgarischer Eishockeyspieler, der seit 2007 beim HK ZSKA Sofia in der bulgarischen Eishockeyliga spielt.

## Karriere
Petar Michow begann seine Karriere als Eishockeyspieler in der Nachwuchsabteilung des HK Lewski Sofia. 2007 wechselte er zum Lokalkonkurrenten HK ZSKA Sofia, für den er seither in der bulgarischen Eishockeyliga spielt. Mit ZSKA gewann er 2013 und 2014 das Double aus Meisterschaft und nationalem Pokalwettbewerb. 2015 wurde er mit ZSKA zum dritten Mal in Folge Meister.

### International
Im Juniorenbereich spielte Michow erstmals drei Tage nach seinem 15. Geburtstag bei der Qualifikation für die Division der U18-Weltmeisterschaft 2007, die die Bulgaren jedoch mit 2:3 nach Penalty-Schießen gegen die Türkei verloren, für Bulgarien. Anschließend nahm er an der Division III der U18-Weltmeisterschaften 2008 und 2009 sowie der U20-Weltmeisterschaften 2008, 2010, 2011, als er sein Team als Mannschaftskapitän auf das Eis führte, und 2012 teil.
Mit der bulgarischen Herren-Nationalmannschaft nahm Michow erstmals an der Weltmeisterschaft der Division III 2014 teil, als der Mannschaft vom Balkan der Aufstieg in die Division II gelang. Zudem vertrat er seine Farben bei der Olympiaqualifikation für die Winterspiele in Pyeongchang 2018.

## Erfolge und Auszeichnungen
- 2013 Bulgarischer Meister mit dem HK ZSKA Sofia
- 2013 Bulgarischer Pokalsieger mit dem HK ZSKA Sofia
- 2014 Bulgarischer Meister mit dem HK ZSKA Sofia
- 2014 Bulgarischer Pokalsieger mit dem HK ZSKA Sofia
- 2014 Aufstieg in die Division II, Gruppe B, bei der Weltmeisterschaft der Division III
- 2015 Bulgarischer Meister mit dem HK ZSKA Sofia